# Ted Scapa

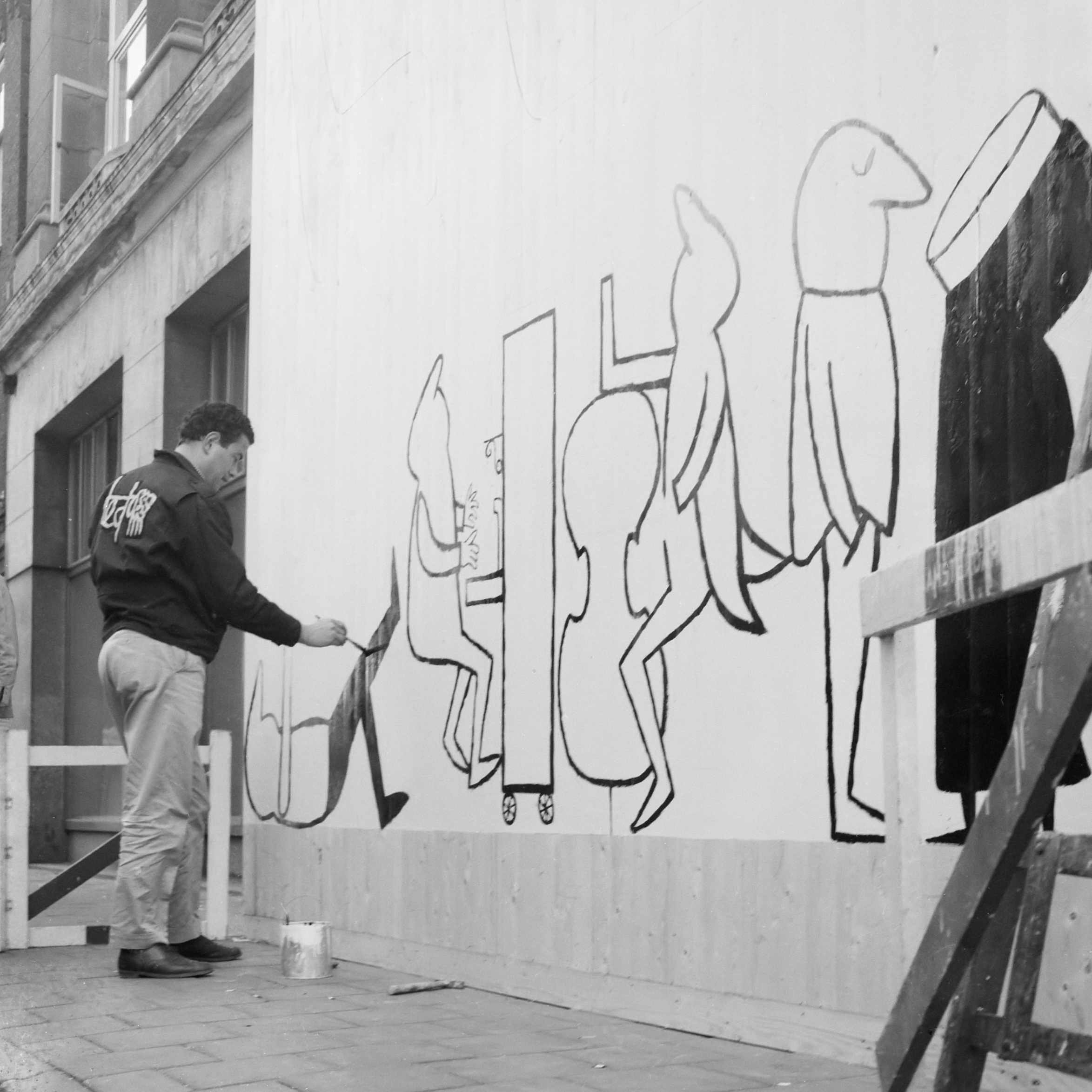
Ted Schaap (1961)

Ted Scapa (* 17. Januar 1931 in Amsterdam, eigentlich Eduard Jac Schaap; † 6. Dezember 2023 in Bern) war ein niederländisch-schweizerischer Künstler, Verleger und Fernsehmoderator.

## Leben
Ted Scapa studierte graphische Kunst an der Königlichen Kunstakademie in Den Haag.  Er leistete zwei Jahre Militärdienst als Gardeoffizier. Danach war er einige Jahre im Ausland tätig, unter anderem in Indien, Indonesien, Hongkong und den USA. Er zeichnete für diverse internationale und nationale Tageszeitungen und Zeitschriften wie Punch in England oder Nebelspalter, Bund und Berner Zeitung in der Schweiz als Cartoonist und veröffentlichte zahlreiche Kinderbücher und Sammlungen von Cartoons.
1962 ließ er sich in der Schweiz nieder und heiratete Meret Meyer-Benteli, die Tochter des Verlegers Hans Meyer-Benteli. Daraufhin leitete er knapp 30 Jahre lang den Benteli-Verlag in Bern und die dazugehörende Druckerei. Ted Scapa wurde als Moderator der Kindersendung Spielhaus im Schweizer Fernsehen in den 1960er- und 1970er-Jahren zur national bekannten Charakterfigur. 1991 übergab er die Verlagsleitung seinem Sohn Till Schaap. Durch seine Verlegertätigkeit hatte er engen Kontakt zur Kunsthistorikerin, Kuratorin und Museumsdirektorin Erika Billeter, mit der er Dutzende Museumskataloge verfasste, aber auch zu Jean Tinguely, Clown Dimitri und Adolf Ogi.
Nachdem er die Verlagstätigkeit niedergelegt hatte, arbeitete er als freischaffender Zeichner und Designer. Er zeichnete, malte, entwarf Teppiche, kreierte Skulpturen, Objekte und Lichtkörper. Einem breiteren Publikum war er zudem als Gestalter zahlreicher Plakate, Swatch-Uhren und Pro-Juventute-Briefmarken bekannt. Am 8. Juli 2009 eröffnete er in der Lenk sein Restaurant Scapa. Der Wahlberner betrieb ab 2010 das „MiniMuseum Scapa“ in Form eines Schaukastens im Kindermuseum Creaviva im Zentrum Paul Klee. Dort leitete er bei Kindern und Erwachsenen beliebte Workshops.
Ted Scapa war über 53 Jahre mit der darstellenden und bildenden Künstlerin Meret Meyer Scapa (1930–2016) verheiratet, war dreifacher Vater und fünffacher Großvater. Er lebte auf Schloss Vallamand am Murtensee. Ab Februar 2021 lebte er in der Seniorenresidenz Burgerspittel in Bern. Dort starb Scapa am 6. Dezember 2023 im Alter von 92 Jahren.
Seine Arbeiten wurden mit verschiedenen internationalen Preisen ausgezeichnet.

## Bücher (Auswahl)
- Baden Sie auch? (als Ted Schaap). Braun & Schneider, München 1960.
- Wer sieht was? Ein Beobachtungsspiel mit Zeichnungen von Scapa. Benteli, Bern 1967.
- Die große Reise mit Opa und Stiefel. Artemis, Zürich 1972, ISBN 3-7608-0312-1
- Bern. Eine Auswahl von Zeichnungen aus dem Bund. Benteli, Bern 1973.
- Clown. Benteli, Bern 1974.
- Opa und Stiefel zeichnen mit Scapa. Artemis, Zürich 1976, ISBN 3-7608-0422-5.
- Die Monatsmaler. Zum Ausmalen. Schweizerisches Jugendschriftenwerk, Zürich 1977.
- November in Venedig. Benteli, Bern 1979, ISBN 3-7165-0320-7.
- Bäume. Benteli, Bern 1980, ISBN 3-7165-0356-8.
- ...und wie geht es in der Schule? Schulfreuden und Schulleiden, aufgezeichnet von Scapa. Benteli, Bern 1983, ISBN 3-7165-0438-6.
- Quadrate. Mit einem farbigen Vorwort von Jean Tinguely. Benteli, Bern 1990, ISBN 3-7165-0765-2.
- 111 Miniaturen. Text von Erika Billeter. Edition Nydegg, Bern 2003.
- Kuh Kuh ! mit 65 farbigen Zeichnungen u. 5 Abb., Text von Erika Billeter. Parlevent Verlag, Bern 2005.